# Карма Доннен Вангди
Карма Доннен Вангди (англ. Karma Donnen Wangdi; род. в 1971 году) — бутанский политик, министр информации и коммуникаций Бутана с ноября 2018 года. Член Национальной ассамблеи Бутана. С 2008 по 2013 год входил в Национальный совет Бутана.

## Биография
Карма Доннен Вангди родился в 1971 году в Бутане. Получил степень бакалавра искусств в колледже Шерубце. А затем получил диплом аспиранта в области информационных технологий в Нидерландах.
Вангди является членом социально-демократической Объединённой партии Бутана. В 2008 году он был избран в Национальный совет Бутана от этой партии. На выборах 2018 года Вангди избрался в Национальную ассамблею Бутана, одержав победу над кандидатом от Партии мира и процветания Пему Таши. 3 ноября 2018 года премьер-министр страны Лотай Церинг объявил состав своего нового кабинета — Вангди был назначен министром информации и коммуникаций.